# Zimafej Sliwez
Zimafej Witaljewitsch Sliwez (belarussisch Цімафей Вітальевіч Слівец, russisch Тимофей Витальевич Сливец; * 22. Oktober 1984 in Minsk) ist ein belarussischer Freestyle-Skier. Er ist auf die Disziplin Aerials (Springen) spezialisiert. Seine ältere Schwester Assol Sliwez betreibt dieselbe Sportart.

## Biografie
Sliwez gewann bei den Juniorenweltmeisterschaften 2003 im Marble Mountain die Bronzemedaille und debütierte am 5. Dezember 2003 im Freestyle-Weltcup und erzielte dabei in Ruka sogleich den zehnten Platz. Das beste Ergebnis in seiner Premierensaison war ein siebter Platz, im darauf folgenden Winter 2005/06 war ein vierter Platz seine Bestleistung. Die erste Podestplatzierung in einem Weltcupspringen gelang ihm am 10. Dezember 2006 bei Jilin, wo er Zweiter wurde. In der Saison 2007/08 konnte er im Weltcup nur ein zählbares Ergebnis erzielen.
Eine weitere Podestplatzierung erzielte Sliwez in der Saison 2008/09. Bei der Winter-Universiade 2009 in Yabuli war er als Vierter der beste Nicht-Chinese. 2010 nahm er erstmals an Olympischen Spielen teil und sprang auf Platz 9.

## Erfolge

### Olympische Spiele
- Vancouver 2010: 9. Aerials
- Sotschi 2014: 13. Aerials

### Weltmeisterschaften
- Ruka 2005: 10. Aerials
- Madonna di Campiglio 2007: 11. Aerials
- Inawashiro 2009: 13. Aerials
- Voss 2013: 20. Aerials
- Kreischberg 2015: 9. Aerials

### Weltcup
- Saison 2006/07: 7. Aerials-Weltcup
- Saison 2008/09: 8. Aerials-Weltcup
- 2 Podestplätze

### Juniorenweltmeisterschaften
- Marble Mountain 2003: 3. Aerials

### Weitere Erfolge
- 4. Platz Winter-Universiade 2009
- 4 Siege im Europacup